# میدلند (تگزاس)

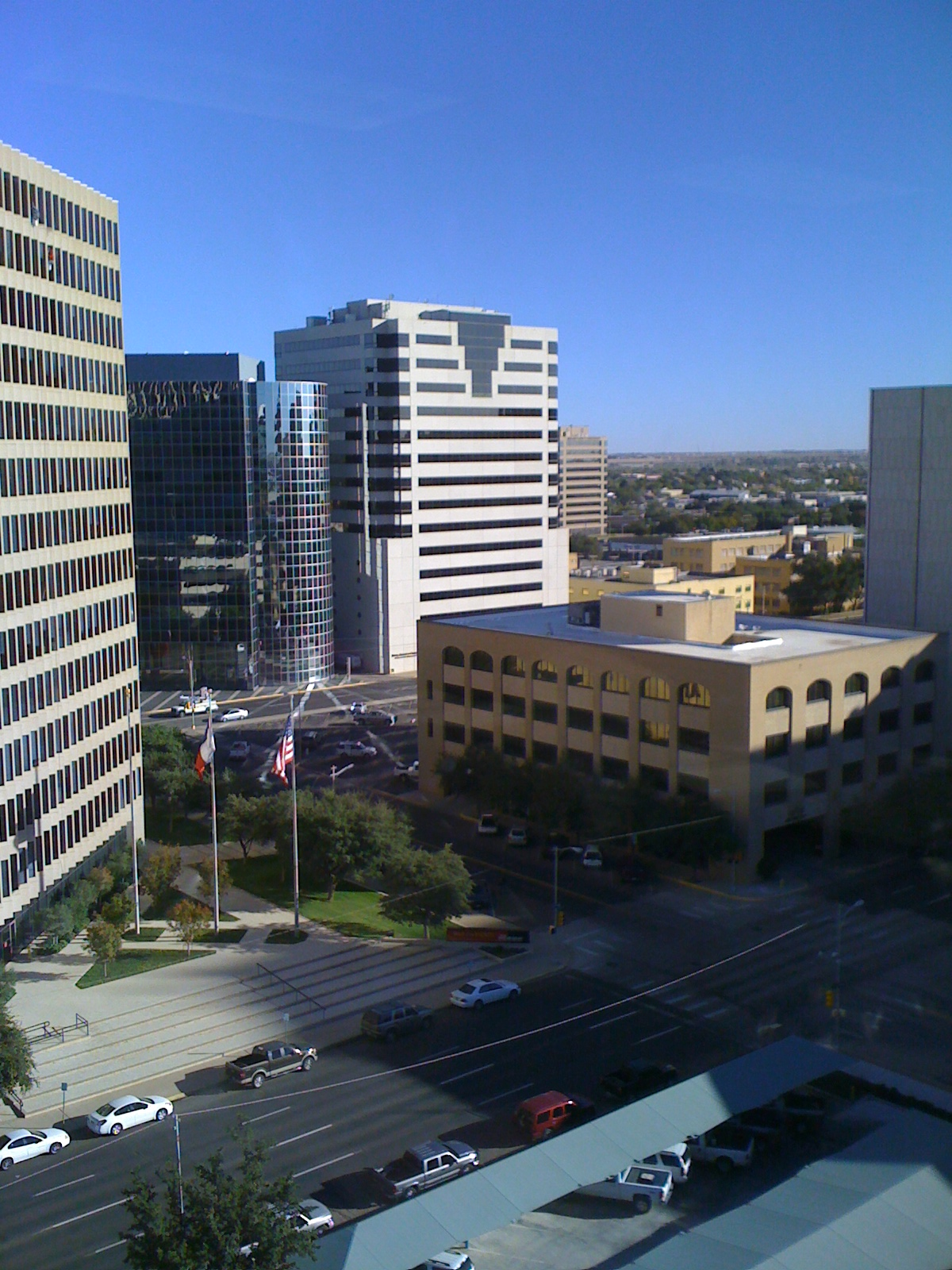

میدلند (به انگلیسی: Midland) یکی از شهرهای ایالات متحده و مرکز شهرستان میدلند و در دشت‌های جنوبی ناحیه غربی ایالت تگزاس است. بر اساس سرشماری سال ۲۰۰۶ جمعیت میدلند برابر با ۱۰۲٬۰۷۳ نفر بوده‌است. جمعیت ناحیهٔ شهری میدلند-اودسا برابر با ۲۵۱٬۸۴۲ نفر است. مردم میدلند، میدلندرز (Midlanders) خوانده می‌شوند. در سال ۲۰۱۰، جمعیت این شهر ۱۱۲۰۰۰ نفر بود.
میدلند در آغاز به عنوان محل میانه‌راه بین فورت وورث و ال پاسو در تگزاس و خط راه‌آهن اقیانوس آرام در ۱۸۸۱ بنیان نهاده شد. این شهر در بین مردم ایالات متحده به‌عنوان زادگاه لورا بوش، بانوی اول آمریکا و شهر دوران خردسالی رئیس‌جمهور، جورج دبلیو بوش شناخته شده‌است.

## تاریخچه
میدلند، تا اواخر سال ۱۸۹۰، یکی از مهمترین مراکز حمل و نقل دام در ایالت تگزاس بوده‌است.
این شهر در سال ۱۹۰۶ تأسیس شد و تا سال ۱۹۱۰، اولین شعبه آتش‌نشانی خود را با سیستم جدید تأسیس کرد.
میدلند با کشف نفت در حوضه پرمین در سال ۱۹۲۳ به‌طور قابل ملاحظه ای تغییر یافت، و به مرکز اداری میدان‌های نفتی غرب تگزاس تبدیل شد.
در طول جنگ جهانی دوم، میدلند بزرگترین پایگاه آموزشی بمباران در این کشور بود.
دوره رونق دوم پس از جنگ، با کشف و توسعه میدان نفتی Spraberry Trend، همچنان به عنوان سومین ذخایر نفتی ایالات متحده به‌شمار می‌رود.
با این حال، دوره رونق دیگری در دهه ۱۹۷۰ اتفاق افتاد و قیمت‌های بالای نفت مربوط به بحران نفت و انرژی آن دهه بود.
امروزه حوضه پرمین یک پنجم کل تولید نفت و گاز طبیعی کشور را تولید می‌کند.
این میدان نفتی، یک میدان بزرگ در این حوضه است که بخش بزرگی از شش ایالت را پوشش می‌دهد و دارای مساحتی در حدود ۲۵۰۰ مایل مربع (۶۵۰۰ کیلومتر مربع). آن را به نام عبین اسپراویر، کشاورز شهرستان داونز که زمین را که شامل کشف سال ۱۹۴۳ است، به دست آورد.
اقتصاد میدلند همچنان بر نفت تأکید می‌کند.
جان هاوارد گریفین نویسنده و روزنامه‌نگار امریکایی، در سال ۱۹۵۹، در کتابی تحت عنوان "Land of the High Sky" اقتصاد نفتی میدلند را به تفصیل شرح داد.

## نگارخانه

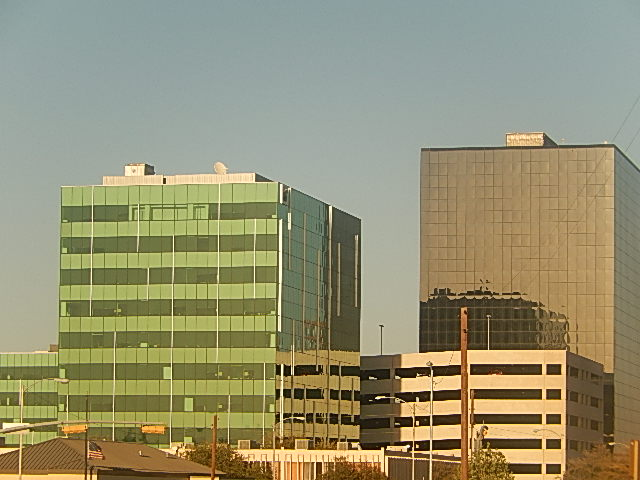
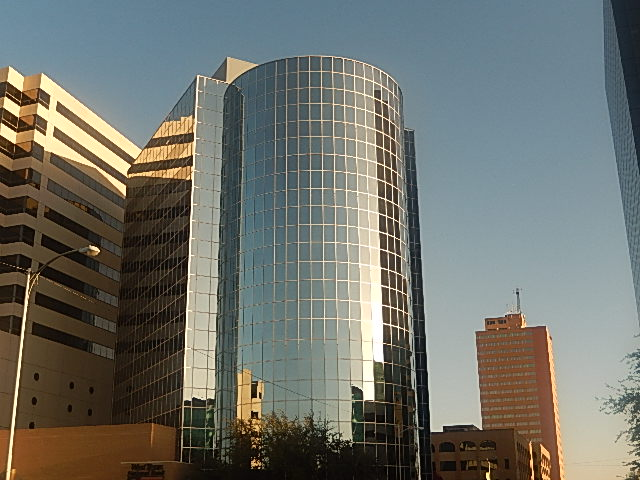
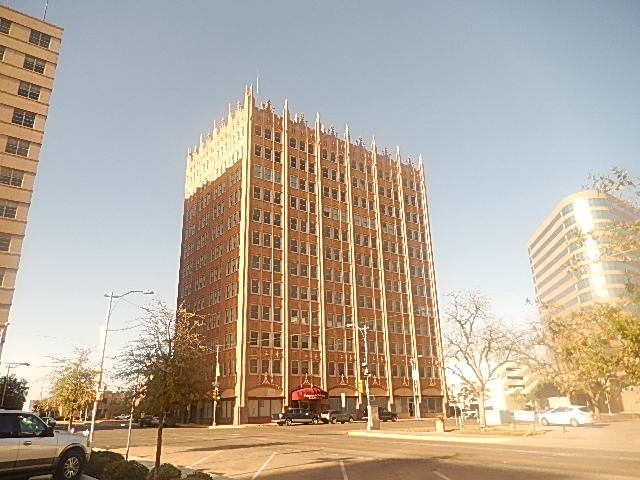
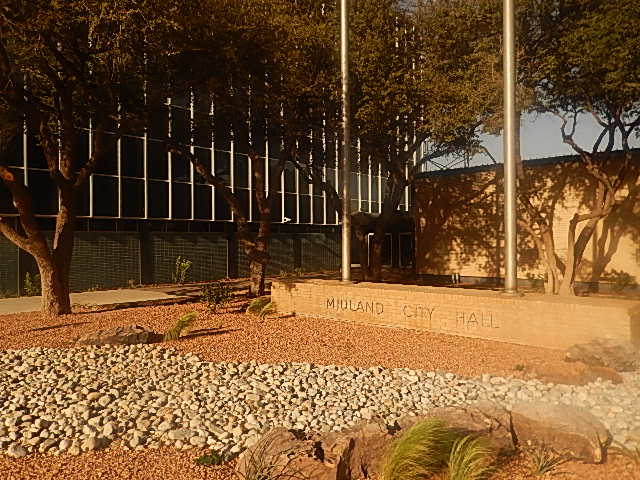
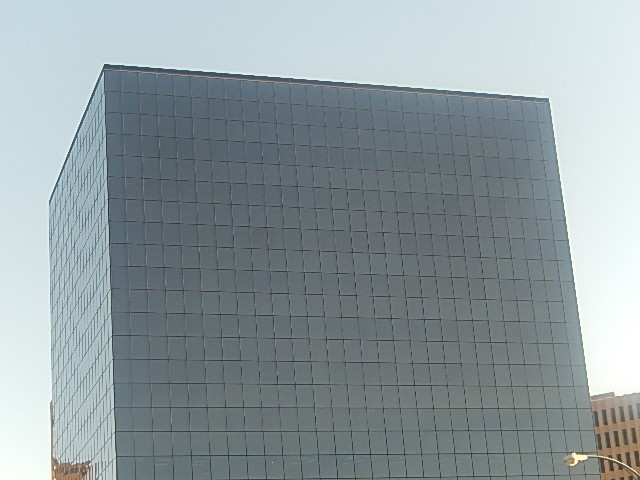
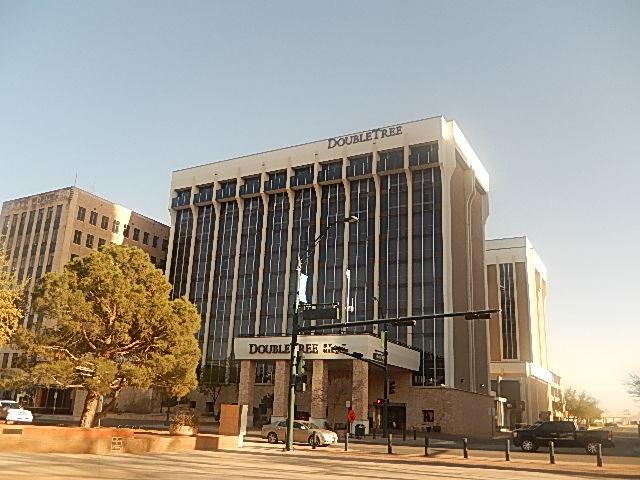
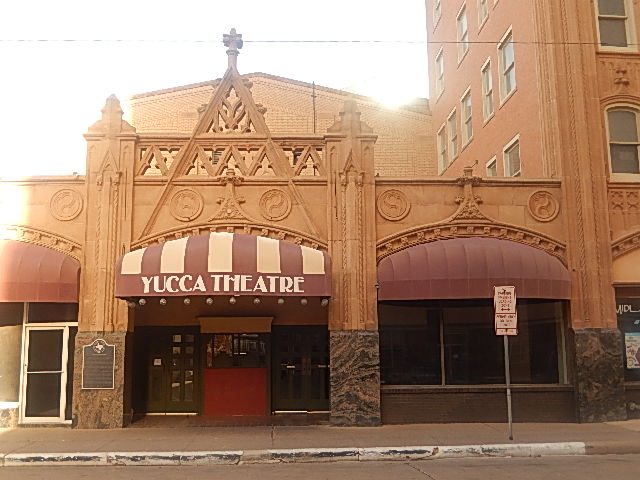
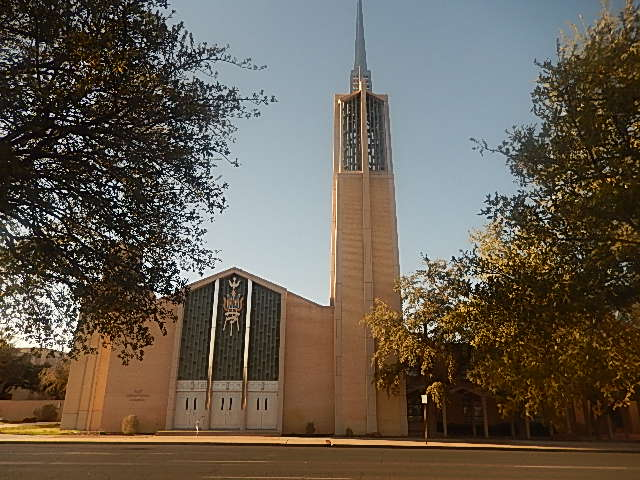
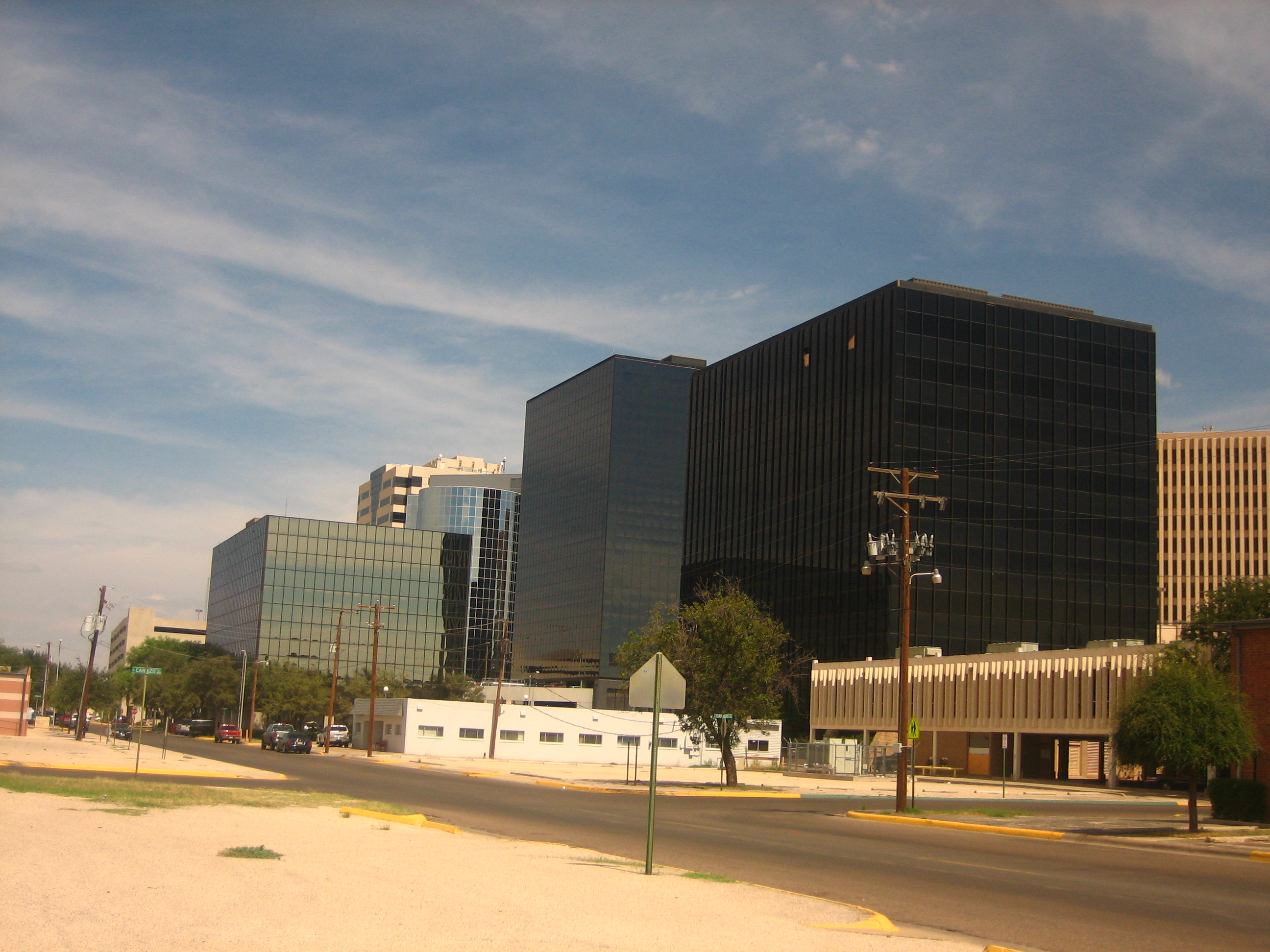

## اهالی مشهور
- جورج هربرت واکر بوش، رئیس‌جمهور اسبق ایالات متحده
- باربارا بوش، بانوی اول اسبق آمریکا
- جورج دبلیو بوش، رئیس‌جمهور اسبق ایالات متحده
- لورا بوش، بانوی اول آمریکا
- باربارا پیرس بوش، دختر جورج دبلیو بوش
- جنا بوش، دختر جورج دبلیو بوش
- تامی لی جونز، بازیگر
- وودی هارلسون، بازیگر
- تامی فرانکز، ژنرال بازنشسته ارتش آمریکا
- ریموند بنسون، نویسنده
- کتی بیکر، بازیگر
- جان هاوارد گریفین نویسنده و روزنامه‌نگار